# Nikolái Baibakov
Nikolái Konstantínovich Baibakov (en ruso: Никола́й Константи́нович Байбако́в; 6 de marzo de 1911 – 31 de marzo de 2008) fue un dirigente y economista soviético, que ocupó el cargo de ministro de Industria Petrolera de 1944–1956 y de 1948–1955, también fue presidente del Comité Estatal de Planificación en 1955–1957 y 1965–1985. Fue galardonado con la condecoración de Héroe del Trabajo Socialista en 1981.

## Biografía
Nacido en Sabunçu, cerca de Bakú, Baibakov acabó los estudios secundarios en 1928 y siguió sus estudios en la Universidad Estatal del petróleo e industria, con el que se graduó en 1931 como ingeniero de minas y empezó a trabajar en la industria petrolífera en Azerbayán. En 1935, fue alistado en las fuerzas armadas soviéticas en el Este. Después de completar el servicio militar, en enero de 1937, volvió a Azerbayán y ascendió rápidamente en el aparato durante la Gran Purga. A los pocos meses, fue nombrado jefe del departamento de producción de yacimientos petrolíferos en Azerbaiyán y, en enero de 1938, fue trasladado a Kuibyshev como jefe de la asociación para la producción de petróleo en el este de Rusia. Entre 1940 y 1944, fue Comisario del Pueblo Adjunto para el Petróleo  bajo el mandato de Lázar Kaganóvich. 
En 1941 y 1942, Baibakov fue el responsable de evacuar las instalaciones de la industria petrolera de Bakú, Kubán y el Cáucaso Norte a las regiones orientales durante la invasión de la Alemania nazi. Estaba en Tuapsé justo antes de que fuera invadida por los alemanes, y se informó que había muerto, aunque había escapado a través de bosques, bajo intenso fuego.
Baibakov fue nombrado Comisario del pueblo para el petróleo en noviembre de 1944. En 1948-68, fue ministro de Petróleo en las regiones Sur y Oeste. Entre 1948 y 1955, fue Ministro de Preóleo y, entre 1952 y 1961, fue miembro del Comité Central del Partido Comunista.
En mayo de 1955, el Comité de Planificación Estatal de la URSS, conocido comúnmente como Gosplán, se dividió en dos y Baibakov fue nombrado presidente de la parte responsable de la planificación a largo plazo, que mantuvo el nombre de Gosplán. El historiador Robert Conquest interpretó esto como una maniobra de Nikita Jrushchov para socavar a su principal rival, Gueorgui Malenkov, en la lucha por suceder al exsecretario general Iósif Stalin, y Baibakov fue promovido porque era "flexible" y no estaba vinculado a ninguna de las facciones.
Pero no estuvo en el cargo durante mucho tiempo, chocó con Jruschov, que había sustituido a Malenkov como presidente del Consejo de Ministros de la URSS. En mayo de 1957 fue trasladado al puesto de Presidente del Gosplán de la RSFSR. En marzo de 1958, fue nombrado jefe del consejo económico regional de Krasnodar, otro descenso que significó que perdía su puesto en el Comité Central, aunque en sus memorias se refirió a este período como uno que recordaba "con especial calidez".
Pese a haber perdido el favor de Jrushchov, Baibakov aún tenía poderosos aliados, como el de Alekséi Kosyguin, que fue Primer Vicepresidente del Consejo de Ministros y expresidente del Gosplán. El 10 de marzo de 1963, Baibakov regresó a Moscú como presidente del Comité Estatal de Química, pero en enero de 1964, el comité se dividió en tres y a Baibakov se le otorgó la presidencia del menos importante de los organismos sucesores, el Comité Estatal de Extracción de Petróleo.
En septiembre de 1965, después de Kosygin reemplazara a Jrushchov como jefe del Gobierno, Baibakov fue reinstaurado como Jefe del Gosplán y Viceprimer Ministro del Consejo de Ministros. También se le restituyó su condición de miembro del Comité Central. Permaneció en este cargo durante casi 20 años. 
Después de dimitir en 1985, continuó trabajando como consejero de Estado en el Presídium del Consejo de Ministros hasta 1988. Luego fue nombrado jefe de la sección de petróleo y gas del Consejo Académico del Instituto de Petróleo y Gas de la Academia de Ciencias de Rusia.

## Condecoraciones y honores
- Héroe del Trabajo Socialista (1981)
- Orden al Mérito por la Patria, Segunda clase (7 de marzo de 2006)
- Seis Órdenes de Lenin
- Orden de la Revolución de Octubre
- Orden de la Bandera Roja del Trabajo, en dos ocasiones
- Premio Lenin (1963) - for the discovery and development of gas-condensate fields
- Miembro honorario de la Academia Rusa de las Ciencias Naturales
- Académico de la Academia de Cosmonautas
- Ciudadano Honorario de Ishimbai (Bashkortostan)
- Orden Istiglal (Azerbaijan)